# ویلیس، گرنادا
ویلیس، گرنادا (به لاتین: Willis) یک منطقهٔ مسکونی در گرنادا است که در Saint George Parish, Grenada واقع شده‌است. ویلیس ۵۰۰ نفر جمعیت دارد و ۳۲۱ متر بالاتر از سطح دریا واقع شده‌است.

## نگارخانه

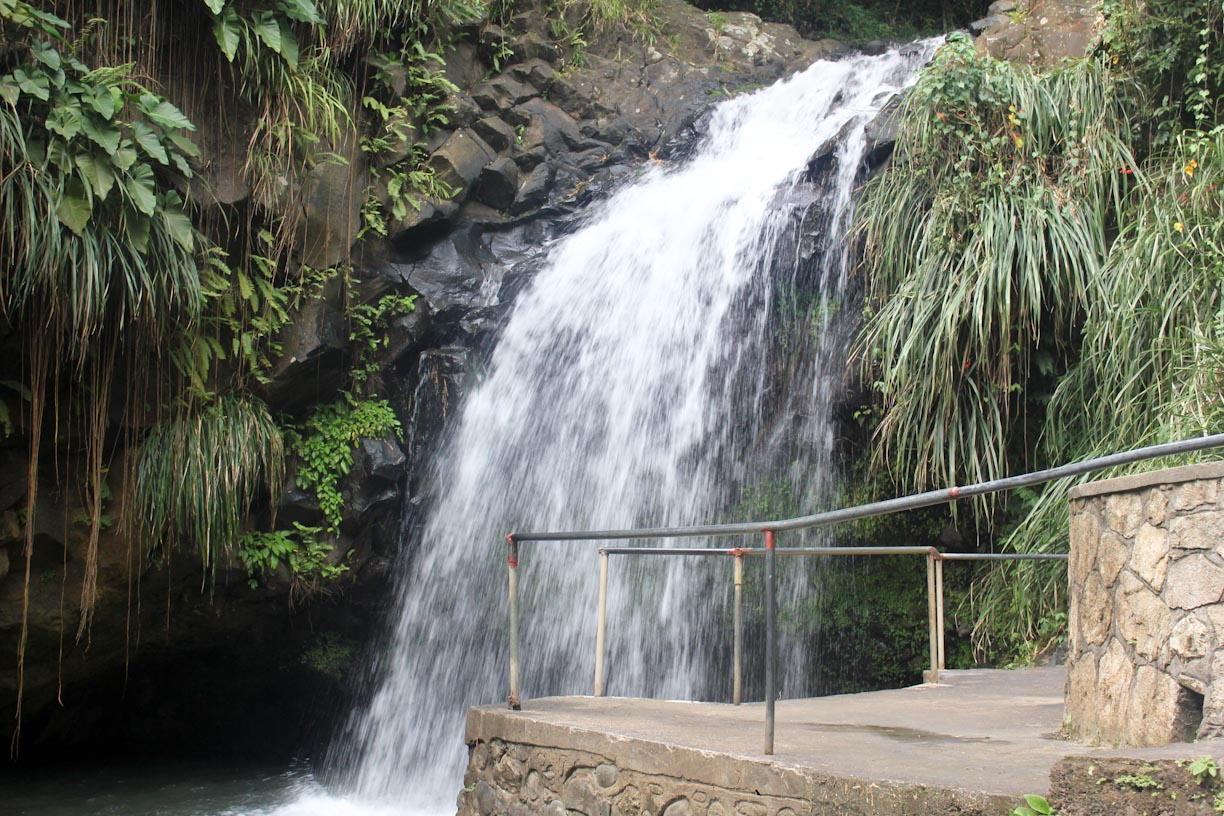